# КК Манреса
КК Манреса (шп. Bàsquet Manresa) шпански је кошаркашки клуб из Манресе. Из спонзорских разлога пун назив клуба тренутно гласи Бачи Манреса (шп. Baxi Manresa). У сезони 2024/25. такмичи се у АЦБ лиги и у ФИБА Лиги шампиона. 

## Успеси

### Национални
- Првенство Шпаније:
  - Првак (1): 1998.
- Куп Шпаније:
  - Победник (1): 1996.

### Међународни
- ФИБА Лига шампиона:
  - Финалиста (1): 2022.

## Учинак у претходним сезонама
| Сез.     | Првенство Шпаније | Куп Шпаније  | Европско такмичење                | Европско такмичење |
| -------- | ----------------- | ------------ | --------------------------------- | ------------------ |
| 2018/19. | Четвртфинале ПО   | —            | —                                 |                    |
| 2019/20. | 13. место         | —            | ФИБА Лига шампиона — Групна фаза  |                    |
| 2020/21. | 10. место         | —            | —                                 |                    |
| 2021/22. | Четвртфинале ПО   | Четвртфинале | ФИБА Лига шампиона — Финалиста    |                    |
| 2022/23. | 14. место         | —            | ФИБА Лига шампиона — Четвртфинале |                    |
| 2023/24. | Четвртфинале ПО   | Четвртфинале | —                                 |                    |
| 2024/25. | —                 | Четвртфинале | ФИБА Лига шампиона                |                    |

## Познатији играчи
- Немања Александров
- Сергеј Гладир
- Серж Ибака
- Андре Овенс
- Урош Слокар